# تیتو ویلانوا
فرانسسک «تیتو» ویلانوا ای بایو (به اسپانیایی: Francesc "Tito" Vilanova i Bayó) مشهور به تیتو ویلانوا (زاده ۱۷ سپتامبر ۱۹۶۸ در بیکیره دمپردا - درگذشته ۲۵ آوریل ۲۰۱۴ در بارسلون) فوتبالیست و سرمربی فوتبال سابق اهل اسپانیا بود.

## مربی‌گری

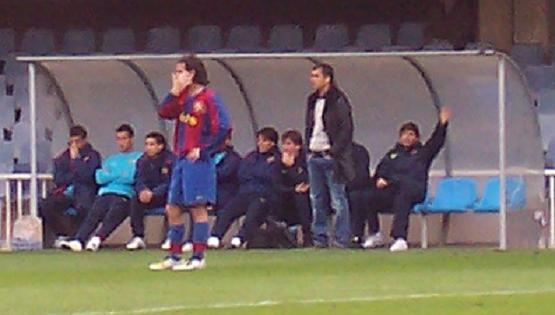
جوزپ گواردیولا - مربی بارسا بی

او سابقهٔ نشستن روی نیمکت بارسلونا بی را در کارنامهٔ خود دارد. پس از تصمیم به جدایی گواردیولا از نیمکت بارسلونا در پایان فصل ۲۰۱۱–۱۲، او به عنوان سرمربی جدید این تیم برای فصل ۲۰۱۲–۱۳ انتخاب شد. تیتو ویلانووا پیش از آغاز فصل ۱۳–۲۰۱۲ و پس از جدایی پپ گواردیولا از بارسلونا، سرمربی این تیم شد. او پیش از آن دستیار گواردیولا بود. ویلانووا در مارس ۲۰۱۳ به کار خود بازگشت و شاهد قهرمانی بارسلونا در لا لیگا بود.

## بیماری
ویلانووا یک بار در نوامبر ۲۰۱۱ برای درآوردن غده سرطانی از گلویش تحت عمل جراحی قرار گرفته بود اما در دسامبر ۲۰۱۲ بیماری‌اش مجدداً عود کرد. او که سال‌ها با این بیماری دست و پنجه نرم کرده بود، در ژوئیه ۲۰۱۲ به دلیل عود کردن دوباره بیماری‌اش از سمت خود استعفا داد اما بعد از مدتی مشخص شد ویلانووا باید برای درمان سرطان غدد بزاقی که یک سال پیشتر به آن مبتلا شده بود و به نظر می‌رسید درمان شده‌است، از تیم جدا شود. او بعد از عمل جراحی دوم خود در دسامبر ۲۰۱۲ به مدت ۱۰ هفته برای درمان به نیویورک رفت و در آنجا تحت شیمی‌درمانی و رادیوتراپی قرار گرفت.

### پایان سرمربی‌گری در بارسلونا
تیتو در تاریخ ۱۹ ژولای ۲۰۱۳ از سمت سرمربیگری بارسلونا به دلیل بیماری سرطان استعفا داد. ساندرو راسل، رئیس باشگاه نیز با این استعفا موافقت کرد تا خراردو مارتینو، سرمربی بارسلونا در فصل جدید باشد.

## درگذشت
تیتو ویلانووا که سال ۲۰۱۳ به علت بیماری سرطان از سرمربیگری بارسلونا کناره‌گیری کرده بود. در ۲۵ آوریل ۲۰۱۴ (۵ اردیبهشت ۱۳۹۳) در سن ۴۵ سالگی و پس از مبارزه با بیماری سرطان غدد لنفاوی درگذشت.